# Vodik
Vodik je kemijski element atomskog (rednog) broja 1 i atomske mase 1,00794(7). U periodnom sustavu elemenata predstavlja ga simbol H.
Vodik nema određen položaj u periodnom sustavu. Ima jedan valentni elektron, kao alkalijski metali, a od njih se razlikuje mnogo većom energijom ionizacije. Za stabilnu elektronsku konfiguraciju nedostaje mu jedan elektron. Vodik bi se mogao smatrati halogenim elementom, ali ima manju elektronegativnost i afinitet prema elektronu, stoga se proučava zasebno. Čini 75% vidljive mase svemira i ishodišna je tvar iz koje su nuklearnom fuzijom nastali ostali elementi. Zvijezde u glavnom nizu sastoje se uglavnom od vodika u obliku plazme. Elementarni se vodik na Zemlji nalazi u vrlo malim količinama.
Elementarni se vodik sastoji od običnog vodika (procija (P)) (>99,98%), a ostatak (gotovo 0,02%) čini teški vodik (deuterij (D)) s tragovima superteškog vodika (tricija (T)). Vodik stvara kemijske veze s najviše elemenata, posebno u organskim tvarima. Pri standardnom tlaku i temperaturi, vodik je plin bez boje, mirisa i okusa, 14,4 puta lakši od zraka, neotrovan je. Slabo je topljiv u polarnim, a dobro u nepolarnim otapalima.
Industrijski se najviše dobiva iz zemnog plina, a rjeđe elektrolizom vode. Najviše se koristi u proizvodnji fosilnih goriva (hidrokrekiranje – povećanje kvalitete goriva) i za dobivanje amonijaka (proizvodnja umjetnih goriva). U metalurgiji nije baš poželjan jer mnoge metale čini lomljivim i krtim, dakle stvara poteškoće u izgradnji cjevovoda i metalnih spremnika.

## Povijest
Iako ga nije prvi proizveo (prvi ga je proizveo Paracelsus u 16. st. reakcijom metala i jake kiseline), vodik (lat. Hydrogenium) je definirao Britanac Henry Cavendish 1766. i nazvao ga "zapaljivim zrakom". Cavendish ga je dobio reakcijom cinka i klorovodične kiseline. Definirao je o kojem se plinu radi i dokazao da reakcijom vodika i kisika nastaje voda. Zbog tog svojstva Antoine Lavoisier 1783. naziva ga hydrogène, od grčkog "onaj koji stvara vodu" (grč. ὕδωρ = voda, γενής = stvaratelj). Hrvatski je naziv uveo Bogoslav Šulek.
Tekući vodik prvi je put 1898. dobio James Dewar, a godinu kasnije stvorio je i čvrsti vodik. Deuterij je 1931. dobio Harold Urey, a godinu kasnije stvorio je i tešku vodu. 1934. Ernest Rutherford i njegov tim proizveli su tricij.
Prvi je balon na vrući zrak 1783. otkrio Jacques Charles. Ferdinand von Zeppelin napravio je letjelicu na vodik, koja je prvi let imala 1900., kasnije je nazvana cepelin.
Nikal – vodikove su se baterije prvi puta koristile 1977., a kasnije se njima koristila Međunarodna svemirska postaja, svemirske letjelice 2001 Mars Odyssey i Mars Global Surveyor te svemirski teleskop Hubble, čije je prvo pakovanje baterija trajalo 19 godina.

### Uloga u kvantnoj teoriji
Zbog svoje jednostavne atomske strukture koja se sastoji od jednog protona i elektrona, atom je vodika sa svojim vodikovim spektralnim linijama svjetlosti (emisija i apsorpcija – Balmerova serija, Lymanova serija itd.), imao središnju ulogu u razvoju teorije atomske strukture. Osim toga, atom vodika i odgovarajući kationi H+ imali su važnu ulogu u razumijevanju prirode kemijskih veza čija se teorija razvila 1920-ih.
Prije razvoja kvantne mehanike, Maxwell je uočio da specifični toplinski kapacitet molekule H2 ima neobjašnjivo odstupanje na niskim temperaturama, gdje se H2 počinje više ponašati kao jednoatomni plin. Prema kvantnoj teoriji, ta se pojava događa zbog prostora energetskih razina, koji su naširoko raspoređeni kod H2 zbog male mase. Taj velik prostor energetskih razina onemogućuje ravnomjernu raspodjelu toplinske energije vodika na niskim temperaturama.

## Svojstva
Pri standardnom je tlaku i temperaturi vodik plin bez boje, mirisa i okusa, 14.4 puta lakši od zraka, neotrovan je. Slabo je topljiv u polarnim, a dobro u nepolarnim otapalima.
Ohlađen na temperaturu vrelišta, kondenzira se u bezbojnu tekućinu koja je najlakša od svih tekućina. Daljnjim se odvođenjem topline skrućuje u proziran solid heksagonske kristalne strukture.
Zapaljen na zraku pri 560 °C, izgara gotovo nevidljivim plamenom u vova prema reakciji:
2 H2(g) + O2(g) → 2 H2O(l) {\displaystyle \Delta {}_{\mathrm {r} }H} = 286 kJ mol−1
Na sobnoj temperaturi nije previše reaktivan, no pri višim temperaturama ulazi u niz reakcija. Otapa se u mnogim metalima. Pri sobnoj temperaturi, bez katalizatora, reagira samo s fluorom i vanadijem u prahu. Razlog slaboj reaktivnosti molekularnog vodika pri sobnoj temperaturi jaka je jednostruka kovalentna veza u molekuli. Ta je veza najjača od svih jednostrukih kovalentnih veza između dvaju istovrsnih atoma. Pri povišenoj temperaturi spaja se s kisikom iz mnogih oksida, stoga djeluje kao redukcijsko sredstvo.

## Rasprostranjenost
Elementarni je vodik na Zemlji vrlo rasprostranjen, ali u malim količinama. Prisutan je u atmosferi, zemnom plinu, vulkanskim plinovima, itd. U gornjim dijelovima atmosfere izlazi u svemir jer ga gravitacija teško zadržava.
U obliku spojeva prisutan je u velikim količinama, ponajviše u obliku vode, koja prekriva gotovo dvije trećine Zemljine površine. Sastavni je dio mnogih organskih spojeva, kiselina i otopina. 
Čini 75% mase svemira, te je ishodišna tvar iz koje su nuklearnom fuzijom nastali ostali elementi. Po broju atoma, vodika ima 90% u svemiru. Ima ga u ogromnim količinama u zvijezdama i plinovitim divovima, a izgleda da ga ima u još neotkrivenoj tamnoj tvari i tamnoj energiji. Molekularni oblaci s H2 su povezani s rođenjem zvijezda. Vodik ima odlućujuću ulogu u stvaranju snage i toplinske energije u nuklearnoj fuziji, koja se odvija u jezgrama zvijezda, kroz niz proton – proton i niz ugljik – dušik – kisik.
U svemiru vodik se uglavnom nalazi u atomskom stanju ili kao plazma, čija su svojstva sasvim drukčija od molekularnog vodika H2. Kao plazma, vodikovi elektroni i protoni nisu povezani zajedno, i stvaraju veoma jaku električnu vodljivost i veliku emisiju topline (stvara elektromagnetsko zračenje, uključujući svjetlost sa Sunca i ostalih zvijezda). Na nabijene čestice vodika snažno utječu magnetska i električna polja. Na primjer, Sunčev vjetar djeluje na Zemljinu magnetosferu, stvarajući polarnu svjetlost i Birkelandovu struju.

Pod normalnim uvjetima na Zemlji, vodik se uglavnom nalazi kao plinovita molekula H2. Ustvari, vodikov plin je vrlo rijedak u atmosferi, svega 0,000055%, zato što je molekula vodika puno lakša od zraka, zbog čega lakše bježi iz atmosfere. Ipak, na Zemljinoj površini, vodik je treći najrašireniji element, uglavnom u obliku molekula vode i ugljikohidrata. Neke alge i bakterije stvaraju plin vodik.

## Dobivanje

### Laboratorijsko
Najčešće se dobiva onako kako ga je prvi put dobio Cavendish, tj. reakcijom cinka i klorovodične kiseline, umjesto koje se često rabi i razrijeđena sumporna kiselina:
Zn(s) + 2 H+ → Zn2+ + H2(g)
Za razvijanje plinova u laboratoriju najpogodniji je Kippov aparat, jer se reakcija u njemu može prekinuti i na taj način proizvesti samo potrebne količine plina.
Može se dobiti i reakcijom vode s čvrstim hidridima, kao što je kalcijev hidrid:
2 H2O + CaH2(s) → 2 H2(g) + Ca2+ + 2 OH-
te reakcijom metala negativnog redukcijskog potencijala s lužinama, ako ti metali stvaraju hidrokso-komplekse:
2 Al(s) + 6 H2O + 2 OH- → 2 Al(OH)4- + 3 H2(g)

### Industrijsko
Ovisno o cijeni električne energije i energenata, vodik se dobiva na nekoliko načina.
U zemljama s jeftinom električnom energijom, dobiva se elektrolizom vode, zalužene alkalijskim hidroksidom zbog povećanja vodljivosti:
- katoda (-): 4 H20 + 4e- → 2 H2(g) + 4 OH-
- anoda (+): 4 OH- → O2(g) 2 H2O + 4e-

2 H2O → 2 H2(g) + O2(g)
Vodik se dobiva i kao nusprodukt kod dobivanja klora metodom kloralkalne elektrolize.
Jedna od najraširenijih i najjeftinijih metoda jest piroliza ugljikovodika, primjerice etana:
C2H2(g) → C2H4(g) + H2(g)
Kada je lako dostupan metan, koristi se njegova reakcija s vodenom parom na 1100 °C:
CH4(g) + H2O ⇄ CO(g) + 3 H2(g) {\displaystyle \Delta {}_{\mathrm {r} }H} = 214.4 kJ mol−1
Kada je lako dostupan i jeftin ugljen, koristi se redukcija vodene pare:
C(s) + H2O ⇄ CO(g) + H(g) {\displaystyle \Delta {}_{\mathrm {r} }H} = 131.25 kJ mol−1
Dobivena smjesa zove se vodeni plin.
Ugljikov(II) oksid od vodika se odvaja reakcijom s dodatnom vodenom parom, pri čemu nastaje dodatna količina vodika:
CO(g) + H2O(g) → H2(g) + CO2(g)
Nastali ugljikov(IV) oksid uklanja se iz smjese apsorpcijom u lužini ili ispiranjem vodom pod tlakom. Lako se uklanja i hlađenjem tekućim zrakom. Tragovi neizreagiranog ugljikovog(II) oksida uklanjaju se prevođenjem plina preko zagrijanog natrijevog hidroksida pri čemu nastaje natrijev metanoat.

### Termokemijski procesi
Postoji više od 200 termokemijskih procesa, koji se mogu iskoristiti za razdvajanje vode. Desetak procesa istražuje se i ispituje za dobivanje vodika i kisika iz vode, te grijanjem bez upotrebe električne struje, a ti su procesi na primjer: ciklus željeznog oksida, ciklus cerij (IV) oksid - cerij (III) oksid, ciklus cink – cink oksid, ciklus sumpor – jod, ciklus bakar – klor i ciklus hibridni sumpor. Veliki broj labaratorija u Francuskoj, Njemačkoj, Grčkoj, Japanu i SAD razvijaju termokemijske procese uz korištenje Sunčeve energije i vode.

### Anaerobna korozija
Bez prisustva kisika, željezo i legirani čelik polako oksidiraju uz pomoć protona iz vode, koji se pretvaraju u plinoviti vodik H2. Anaerobna korozija stvara prvo željezni hidroksid (zelena korozija) i ta se kemijska reakcija može opisati kao: 
Fe + 2 H2O → Fe(OH)2 + H2
U drugom koraku, bez prisustva kisika, željezni hidroksid može oksidirati uz pomoć protona iz vode i stvoriti magnetit i plinoviti vodik. Taj se proces naziva Shikorrova reakcija:
3 Fe(OH)2 → Fe3O4 + 2 H2O + H2
Dobro kristalizirani magnetit (Fe3O4) je termodinamički puno stabilniji od željeznog hidroksida. Taj se proces obično dešava za vrijeme anaerobne korozije željeza i čelika, u podzemnim vodama koje nemaju kisika, i u reduciranim tlu u kojem ima dosta vlage.

### Geološko stvaranje – serpentacija
Bez prisustva kisika, u dubokim geološkim slojevima, koji su daleko od Zemljine atmosfere, plinoviti vodik se stvara za vrijeme procesa serpentacije, što je anaerobna oksidacija protona vode (H+) i željeznog (Fe2+) silikata, koji je prisutan u kristalima fajalita (Fe2SiO4 – krajnji član olivina). Ta reakcija vodi do stvaranja magnetita (Fe3O4), kvarca (SiO2) i vodika (H2), na sljedeći način:
3 Fe2SiO4 + 2 H2O → 2 Fe3O4 + 3 SiO2 + 3 H2

## Spojevi
Spojevi vodika mogu se podijeliti na spojeve u kojima je nazočan u negativnom (-1) i pozitivnom stupnju oksidacije (+1).
Prvi se nazivaju hidridima, i zauzimaju manjinu vodikovih spojeva, dok su drugi puno zastupljeniji i važniji. Sastavni je dio živog svijeta, u kojem igra jednu od temeljnih uloga.
Poznati spojevi su vodikov peroksid i vodikov praskavac.

### Kovalentni i organski spojevi
Na sobnoj temperaturi nije previše reaktivan, no pri višim temperaturama ulazi u niz reakcija. Poznati su milijunu ugljikovodika, koji su područje proučavanja organske kemije. Vodik stvara spojeve i s elementima koji imaju veću elektronegativnost, kao što su halogeni elementi (F, Cl, Br, I). Kada se spaja s fluorom, kisikom ili dušikom, vodik se može vezati u jakoj nekovalentnoj vezi, koja se zove vodikova veza, koja je kritična u stabilnosti mnogih bioloških molekula. Vodik se veže i s manje elektronegativnim elementima, kao što su metali i polumetali.

### Hidridi
Hidridi su spojevi raznih kemijskih elemenata s vodikom. S-blok čine elementi prve i druge skupine periodnog sustava elemenata. P-blok čine elementi 13. – 17. skupine periodnog sustava elemenata. To su najvažniji hidridi, često korišteni u praksi. Dijele se na kisele, bazne, amfoterne i neutralne. Kiseli hidridi su oni hidridi koji u reakciji s vodom daju kiseline. Bazni hidridi su oni hidridi koji u reakciji s vodom daju baze. Amfoterni hidridi, ovisno o reakciji, mogu se ponašati i kao kiseline i kao baze. Neutralni hidridi uopće ne reagiraju s vodom

## Izotopi
Elementarni vodik sastoji se od običnog vodika (procija) (>99,98%), dok ostatak (gotovo 0,02%) čini teški vodik (deuterij)  s tragovima superteškog vodika (tricija).
- 1H ili procij je daleko najčešći izotop vodika, kojeg ima više od 99,98%. Ima jedan proton i jedan elektron. Za razliku od svih ostalih izotopa, nema neutron.
- 2H ili deuterij, ima jedan proton i jedan neutron u jezgri, te jedan elektron. U biti, vjeruje se da sav deuterij u svemiru potječe još od vremena velikog praska i da još traje. Deuterij nije radioaktivan, i ne predstavlja značajnu opasnost za zdravlje. On se koristi i kod nuklearne magnetske rezonantne spektroskopije, za označavanje neradioaktivnih tvari u otapalu. Voda koja uključuje atome deuterija se naziva teška voda. Teška voda se koristi u nuklearnim reaktorima za smanjivanje brzine brzih neutrona, kao i za hlađenje nuklearnih reaktora. Deuterij predstavlja moguće gorivo za dobivanje električne energije iz nuklearne fuzije.
- 3H ili tricij, ima jedan proton i dva neutrona u jezgri, te jedan elektron.Tricij je radioaktivan, raspada se u helij-3 izotop, uz pojavu beta-čestica i ima vrijeme poluraspada od 12,32 godine. Toliko je radioaktivan da se koristi za luminiscentne boje, koje se koriste i kod satova, kod kojih se može vidjeti vrijeme i u mraku. Staklo sprječava da mala količina radioaktivnosti izađe van. U prirodi se tricij može naći u vrlo malim količinama u atmosferi, a nastaje zbog djelovanja kozmičkih zraka. Tricij može nastati kod testiranja nuklearnog oružja. Tricij predstavlja moguće gorivo za dobivanje električne energije iz nuklearne fuzije. On se koristi kod kemijskih i bioloških pokusa kao radioaktivni označivač.

Vodik je jedini kemijski element čiji se izotopi označuju drugim imenima (procij, deuterij, tricij). Međunarodna unija za čistu i primijenjenu kemiju dozvoljava oznake D za deuterij ili T za tricij, ali preporučuje oznake 2H i 3H. Oznaka P se već koristi za fosfor, tako da se ne može koristiti za procij.

## Molekularni izomeri
Prilikom ispitivanja vibracijsko-rotacijskog spektra vodika pronađene su promjene u intenzitetu rotacijskih vrpci, koje su protumačene hipotezom o postojanju dva oblika vodika koji se razlikuju po nuklearnim spinovima u molekuli vodika. Ako su spinovi dvaju protona iz molekule antiparalelni, rezultantni spin je nula, te je stanje nedegenerirano. Takav vodik zove se para-vodik. Ako su paralelni, rezultantni spin je 1, a stanje je trostruko degenerirano, što dovodi do orto-vodika.
Pri sobnoj temperaturi, elementarni se vodik sastoji od 75% orto-vodika i 25% para-vodika. Orto- i para-vodik razlikuju se po nekim fizikalnim svojstvima, primjerice energiji disocijacije, toplinskom kapacitetu, tlaku para i slično.
Između njih postoji ravnoteža:
o-H2 ⇄ p-H2 {\displaystyle \Delta {}_{\mathrm {} }H} < 0
koja se hlađenjem pomiče udesno.
Na niskim temperaturama moguće je izolirati gotovo čisti para-vodik, no čisti orto-vodik nije moguće izolirati, jer povećanjem temperature ne dolazi do povećanja njegovog udjela iznad 75%.
Odnos između orto- i para-vodika je vrlo bitna kod spremanja tekućeg vodika u spremnik, jer pretvaranje orto-vodika u para-vodik stvara dodatno toplinu, koja može dovesti do hlapljenja, a time i gubitka tekućeg vodika. Zbog toga treba koristiti katalizatore, kao što je željezov (III) oksid, aktivni ugljik, platinizirani azbest, kovine rijetkih zemalja, uranovi spojevi, kromov oksid i neki spojevi nikla.
Molekularni oblik iona triatomnog vodika ili H3+, je pronađen u međuzvjezdanoj materiji, koji je nastao ionizacijom vodika s kozmičkim zrakama. Također, taj oblik molekule je pronađen u gornjoj atmosferi Jupitera. Ona je dosta stabilna u tim okolinama, zbog malih temperatura i gustoće. To je jedan od najraširenijih iona u svemiru.

## Primjena
Vodik je vrlo važna industrijska sirovina. Koristi se, između ostalog, za sintezu amonijaka i metanola, za proizvodnju goriva za motorna vozila hidrogenacijom ugljika, nafte i katrana. Koristi se i za zavarivanje i taljenje metala, za punjenje zračnih balona i zračnih brodova, za redukciju metalnih oksida u metale, hidrogeniranje ulja u masti itd.
Radi se na korištenju vodika kao goriva. Tehnologija je vrlo slabo rasprostranjena.
Prednosti vodika kao goriva su:
- visoka energetska vrijednost
- neograničene količine dostupne u spojevima
- izgaranjem daje kemijski čistu vodu
- cjevovodima se može razvoditi na daljinu
- lakše se skladišti i čuva nego električna energija

Nedostaci koji sprječavaju rašireniju uporabu su:
- visoka cijena i često slaba isplativost izvlačenja vodika iz spojeva
- obilno curenje vodika kroz spremnike i cjevovode, zbog ekstremo malene molekule
- vodik difundiranjem u razne metale narušava njihovu kristalnu rešetku čineći ih krtima
- opasnost za ozonski sloj jer trenutno reducira ozon u vodu

U kemijskom smislu, vodik nije izvor, već spremnik energije, jer nije prirodno nabavljiv u elementarnom obliku. U slučaju uspješne i održive nuklearne fuzije u nuklearnoj elektrani, bio bi izvor ogromnih količina energije.
Velike količine H2 se koriste u naftnoj i kemijskoj industriji. Najveća primjena je kod poboljšanja fosilnih goriva i u proizvodnji amonijaka. U petrokemiji H2 se koristi u procesima kao što su: hidrokrekiranje, katalitičko reformiranje benzina, izomerizacija i alkilacija. H2 se isto koristi u povećanju zasićenja nezasićenih masti i ulja (koristi se za dobivanje margarina). Također je sirovina za dobivanje klorovodične kiseline, a koristi se i kao reducens za mineralne sirovine ili rude.
Vodik je izuzetno topiv u mnogim kovinama rijetkih zemalja i prijelaznim metalima, a topiv je i u nanokristalima i amorfnim metalima. Topljivost u metalima utječe na lokalne deformacije ili nečistoće u kristalnim rešetkama, tako da metali postaju krtiji i lomljiviji, što stvara velike probleme u metalurgiji, u izradi cjevovoda i metalnih rezevoara.  Ponekad se to može riješiti ako vodik se pročisti prolaskom kroz diskove paladija.
Plinoviti vodik H2 se koristi za hlađenje rotora električnih generatora u elektranama, zato što ima najveću toplinsku provodljivost od svih plinova. Tekući H2 se koristi u ispitivanju supravodljivosti kod vrlo niskih temperatura. Budući da je plinoviti vodik H2 skoro 15 puta lakši od zraka, nekad se koristio za balone na vrući zrak.
U novije vrijeme, plinoviti vodik H2 se miješa s dušikom, za dobivanje formirajućeg plina (oko 5% vodika u dušiku), koji se koristi kod postupka lociranja ili utvrđivanja propuštanja kod raznih cjevovoda u automobilskoj, kemijskoj industriji, elektranama, zrakoplovstvu i telekomunikacijama. Vodik se koristi kao dodatak hrani (E 949) za provjeru konzervirane hrane.
Trojna točka vodika u ravnoteži iznosi 13, 8033 Kelvina.

### Nosilac energije
Vodik nije izvor energije, osim u mogućim elektranama na nuklearnu fuziju, koje bi koristile deuterij i tricij, što je još daleko od komercijalne upotrebe. Vodik koji se dobije iz sunčevih, bioloških ili električnih izvora, treba više energije nego što od njega možemo dobiti izgaranjem, zato on više ima ulogu kao baterija, za spremanje ili skladištenje energije. Vodik se može dobiti iz metana, ali ti se izvori nazivaju neodrživim izvorima energije.
Gustoća energije po jedinici obujma, za tekući ili komprimirani vodik, je puno manja od poznatih fosilnih goriva, iako po jedinici mase, gustoća energije je veća. Ipak, o vodiku se dosta raspravlja kao o budućem nosiocu energije. Tako recimo, vezivanjem ugljikovog dioksida iz zraka, može biti povezano sa stvaranjem H2 kao fosilnog goriva. Tada bi vodik bio relativno čisti izvor energije, uz malo ispuštanje dušikovih oksida, ali bez stvaranja ugljikovog dioksida. Ipak, ulaganje u infrastrukturu bi bilo znantno.

### Proizvodnja poluvodiča
U proizvodnji poluvodiča, vodik se koristi za zasićenje slomljenih (“klimavih”) veza u amorfnom siliciju i amorfnom ugljiku, da bi im se povećala kvaliteta. On je isto mogući dodatak u različitim oksidima, kao: ZnO, SnO2, CdO, MgO, ZrO2, HfO2, La2O3, Y2O3, TiO2, SrTiO3, LaAlO3, SiO2, Al2O3, ZrSiO4, HfSiO4 i SrZrO3.

## Biološka uloga
Kao sastojak vode, nalazi se u svakom biološkom organizmu u velikim količinama. Osim u vodi, nalazi se i u gotovo svim organskim spojevima unutar organizma, vezan kovalentno za primjerice ugljik ili dušik. U vodenim otopinama koje su dio svakog organizma, nazočan je u obliku H3O+ iona, te kao takav ima izvanredno važnu, temeljnu ulogu u regulaciji staničnih procesa.
H2 se stvara kod nekih vrsta vrenja ili fermentacija, a stvaraju ga neki mikroorganizmi, obično uz pomoć katalizatora, koje sadrže enzime sa željezom ili niklom, koji se nazivaju hidrogenaze.
Razdvajanje vode u protone, elektrone i kisik, javlja se kod gotovo svih biljaka koje vrše fotosintezu. Neki takvi organizmi, kao modrozelene alge su razvile i drugi korak, po mraku, kojim se stvara plinoviti vodik H2 uz pomoć specijalnih hidrogenaza u kloroplastu. Trenutno se rade ispitivanja na genetski modificiranim modrozelenim algama, koje bi stvarale H2, čak i u prisustvu kisika ili takozvani bioreaktori.

## Sigurnost i mjere opreza
Vodik stvara čitav niz opasnosti za čovjekovu sigurnost, pogotovo H2 je opasan kao plin praskavac u zraku. Osim toga, tekući vodik je opasan, jer stvara vrlo niske temperature, što može dovesti do smrzotina.

## Vanjske poveznice
Vodik (PSE) - Kemijsko-tehnološki fakultet Split  Arhivirana inačica izvorne stranice od 7. kolovoza 2004. (Wayback Machine)